# Hymenodiscus tenellus
Hymenodiscus tenellus is een zeester uit de familie Brisingidae.
De wetenschappelijke naam van de soort werd, als Brisinga tenella, in 1905 gepubliceerd door Hubert Ludwig. De beschrijving was gebaseerd op tien losse armen die op 27 maart 1891 tijdens een onderzoekstocht met het schip Albatross waren opgedregd van een diepte van 2418 meter bij de Galapagoseilanden.